# Sixième circonscription du Rhône
La sixième circonscription du Rhône est l'une des 14 circonscriptions législatives françaises que compte le département du Rhône (69) situé en région Auvergne-Rhône-Alpes.

## Description géographique et démographique

### De 1958 à 1986
Le département avait dix circonscriptions. En 1973, trois nouvelles ont été ajoutées.
La sixième circonscription du Rhône était composée du :
- canton de Villeurbanne

Source : Journal Officiel du 14-15 Octobre 1958.

### Depuis 1988
La sixième circonscription du Rhône est délimitée par le découpage électoral de la loi no 86-1197 du 24 novembre 1986, elle regroupe les divisions administratives suivantes : 
- Canton de Villeurbanne-Centre
- Canton de Villeurbanne-Nord
- Canton de Villeurbanne-Sud.

Elle fait partie des trois circonscriptions à se confondre avec le territoire d'une seule commune[réf. nécessaire].
D'après le recensement général de la population en 1999, réalisé par l'Institut national de la statistique et des études économiques (Insee), la population totale de cette circonscription est estimée à 124152 habitants,.
La circonscription n'est pas modifiée lors du redécoupage électoral de 2010.

## Historique des députations
| Législature | Début de mandat    | Fin de mandat      | Député                                                                                   | Député           | Parti | Observations |
| ----------- | ------------------ | ------------------ | ---------------------------------------------------------------------------------------- | ---------------- | --- | --- |
| Ière        | 9 décembre 1958    | 9 octobre 1962     |                                                                                          | Édouard Charret  | UNR | Mandat écourté à la suite d'une dissolution parlementaire décidée par Charles de Gaulle.                                                          |
| IIème       | 6 décembre 1962    | 2 avril 1967       |                                                                                          | Marcel Houël     | PCF | Également maire de Vénissieux entre 1962 et 1985.                                                                                                 |
| IIIème      | 3 avril 1967       | 30 mai 1968        | Mandat écourté à la suite d'une dissolution parlementaire décidée par Charles de Gaulle. | Marcel Houël     | PCF | |
| IVème       | 11 juillet 1968    | 1er avril 1973     | Également maire de Vénissieux entre 1962 et 1985.                                        | Marcel Houël     | PCF | |
| Vème        | 2 avril 1973       | 2 avril 1978       |                                                                                          | Étienne Gagnaire | MR | Également maire de Villeurbanne entre 1954 et 1977.                                                                                               |
| VIème       | 3 avril 1978       | 22 mai 1981        | Charles Hernu                                                                            | PS               | Mandat écourté à la suite d'une dissolution parlementaire décidée par François Mitterrand.                           | |
| VIIème      | 2 juillet 1981     | 1er avril 1986     | Charles Hernu                                                                            | PS               | Également ministre de la Défense entre 1981 et 1985 au sein des gouvernements de Pierre Mauroy et de Laurent Fabius. | |
| VIIIème     | 2 avril 1986       | 14 mai 1988        | Charles Hernu                                                                            | PS               | Également ministre de la Défense entre 1981 et 1985 au sein des gouvernements de Pierre Mauroy et de Laurent Fabius. | |
| IXème       | 23 juin 1988       | 17 janvier 1990    | Charles Hernu                                                                            | PS               | Remplacé par son suppléant, Jean-Paul Bret à la suite de son décès le 17 janvier 1990.                               | |
| IXème       | 17 janvier 1990    | 1er avril 1993     | Jean-Paul Bret                                                                           | PS               | Remplacé par son suppléant, Jean-Paul Bret à la suite de son décès le 17 janvier 1990.                               | |
| Xème        | 2 avril 1993       | 21 avril 1997      |                                                                                          | Marc Fraysse     | RPR | Mandat écourté à la suite d'une dissolution parlementaire décidée par Jacques Chirac.                                                             |
| XIème       | 12 juin 1997       | 18 juin 2002       |                                                                                          | Jean-Paul Bret   | PS | Élu maire de Villeurbanne en 2001, il ne se représente pas aux élections législatives de 2002.                                                    |
| XIIème      | 19 juin 2002       | 1er septembre 2006 | Nathalie Gautier                                                                         | PS               | Remplacée par Lilian Zanchi, son suppléant, à la suite de son décès le 1er septembre 2006.                           | |
| XIIème      | 1er septembre 2006 | 19 juin 2007       | Lilian Zanchi                                                                            | PS               | Remplacée par Lilian Zanchi, son suppléant, à la suite de son décès le 1er septembre 2006.                           | |
| XIIIème     | 20 juin 2007       | 19 juin 2012       | Pascale Crozon                                                                           | PS               | | |
| XIVème      | 20 juin 2012       | 20 juin 2017       | Pascale Crozon                                                                           | PS               | | |
| XVème       | 21 juin 2017       | 30 janvier 2022    |                                                                                          | Bruno Bonnell    | LREM | Élu au second tour face à l'ancienne ministre socialiste de l'Éducation nationale Najat Vallaud-Belkacem. Démissionne avant la fin de son mandat. |
| XVIème      | 22 juin 2022       |                    |                                                                                          | Gabriel Amard    | LFI | |

## Historique des élections

### Élections de 1958
| Candidat       | Candidat            | Parti          | Premier tour | Premier tour | Second tour | Second tour |  |
| Candidat       | Candidat            | Parti          | Voix         | %            | Voix        | %           |  |
| -------------- | ------------------- | -------------- | ------------ | ------------ | ----------- | ----------- |  |
|                | Marcel Dutartre     | PCF            | 16 465       | 29,07        | 17 951      | 31,41       |  |
|                | Édouard Charret élu | UNR            | 15 048       | 26,56        | 25 589      | 44,78       |  |
|                | Étienne Gagnaire    | SFIO           | 13 720       | 24,22        | 13 607      | 23,81       |  |
|                | Michel Richelmy     | CNIP           | 4 940        | 8,72         | Retrait     | Retrait     |  |
|                | Michel Dechavanne   | Modérés        | 2 776        | 4,9          |             |             |  |
|                | Georges Girardet    | Radsoc         | 2 516        | 4,44         |             |             |  |
|                | Marcel Lorrain      | Divers         | 1 183        | 2,09         |             |             |  |
|                |                     |                |              |              |             |             |  |
| Inscrits       | Inscrits            | Inscrits       | 79 254       | 100,00       | 79 255      | 100,00      |  |
| Abstentions    | Abstentions         | Abstentions    | 21 650       | 27,32        | 21 470      | 27,09       |  |
| Votants        | Votants             | Votants        | 57 604       | 72,68        | 57 785      | 72,91       |  |
| Blancs et nuls | Blancs et nuls      | Blancs et nuls | 956          | 1,66         | 638         | 1,1         |  |
| Exprimés       | Exprimés            | Exprimés       | 56 648       | 98,34        | 57 147      | 98,9        |  |

Le suppléant d'Édouard Charret était René Laval.

### Élections de 1962
| Candidat       | Candidat         | Parti                     | Premier tour | Premier tour | Second tour | Second tour |  |
| Candidat       | Candidat         | Parti                     | Voix         | %            | Voix        | %           |  |
| -------------- | ---------------- | ------------------------- | ------------ | ------------ | ----------- | ----------- |  |
|                | Marcel Houël élu | PCF                       | 17 613       | 34,28        | 20 869      | 37,86       |  |
|                | Étienne Gagnaire | SFIO                      | 15 063       | 29,32        | 20 561      | 37,3        |  |
|                | David Rousset    | UNR-UDT                   | 14 263       | 27,76        | 13 689      | 24,84       |  |
|                | André Louison    | Divers droite (Gaulliste) | 2 710        | 5,27         | Retrait     | Retrait     |  |
|                | Jacques Monin    | UFF                       | 1 727        | 3,36         |             |             |  |
|                |                  |                           |              |              |             |             |  |
| Inscrits       | Inscrits         | Inscrits                  | 85 626       | 100,00       | 85 623      | 100,00      |  |
| Abstentions    | Abstentions      | Abstentions               | 33 082       | 38,64        | 29 649      | 34,63       |  |
| Votants        | Votants          | Votants                   | 52 544       | 61,36        | 55 974      | 65,37       |  |
| Blancs et nuls | Blancs et nuls   | Blancs et nuls            | 1 168        | 2,22         | 855         | 1,53        |  |
| Exprimés       | Exprimés         | Exprimés                  | 51 376       | 97,78        | 55 119      | 98,47       |  |

Le suppléant de Marcel Houël était Roger Pestourie, chef de centre à la Sécurité sociale.

### Élections de 1967
| Candidat       | Candidat                   | Parti          | Premier tour | Premier tour | Second tour | Second tour |  |
| Candidat       | Candidat                   | Parti          | Voix         | %            | Voix        | %           |  |
| -------------- | -------------------------- | -------------- | ------------ | ------------ | ----------- | ----------- |  |
|                | Marcel Houël sortant réélu | PCF            | 30 441       | 38,93        | 37 654      | 48,28       |  |
|                | Étienne Gagnaire           | FGDS (SFIO)    | 25 386       | 32,46        | 20 162      | 25,85       |  |
|                | David Rousset              | UD-Ve          | 22 376       | 28,61        | 20 174      | 25,87       |  |
|                |                            |                |              |              |             |             |  |
| Inscrits       | Inscrits                   | Inscrits       | 103 339      | 100,00       | 103 339     | 100,00      |  |
| Abstentions    | Abstentions                | Abstentions    | 15 327       | 14,83        | 24 047      | 23,27       |  |
| Votants        | Votants                    | Votants        | 88 012       | 85,17        | 79 292      | 76,73       |  |
| Blancs et nuls | Blancs et nuls             | Blancs et nuls | 9 809        | 11,15        | 1 302       | 1,64        |  |
| Exprimés       | Exprimés                   | Exprimés       | 78 203       | 88,85        | 77 990      | 98,36       |  |

Le suppléant de Marcel Houël était René Desgrand, métallurgiste, de Villeurbanne.

### Élections de 1968
| Candidat       | Candidat                   | Parti          | Premier tour | Premier tour | Second tour | Second tour |  |
| Candidat       | Candidat                   | Parti          | Voix         | %            | Voix        | %           |  |
| -------------- | -------------------------- | -------------- | ------------ | ------------ | ----------- | ----------- |  |
|                | Marcel Houël sortant réélu | PCF            | 27 439       | 34,52        | 36 131      | 50          |  |
|                | Pierre Garnier             | UDR (URP)      | 26 110       | 32,85        | 36 126      | 50          |  |
|                | Étienne Gagnaire           | Rad            | 15 016       | 18,89        | Retrait     | Retrait     |  |
|                | Louis Hornung              | FGDS (SFIO)    | 6 476        | 8,15         |             |             |  |
|                | Maurice Delay              | PSU            | 4 441        | 5,59         |             |             |  |
|                |                            |                |              |              |             |             |  |
| Inscrits       | Inscrits                   | Inscrits       | 103 091      | 100,00       | 103 091     | 100,00      |  |
| Abstentions    | Abstentions                | Abstentions    | 22 564       | 21,89        | 28 034      | 27,19       |  |
| Votants        | Votants                    | Votants        | 80 527       | 78,11        | 75 057      | 72,81       |  |
| Blancs et nuls | Blancs et nuls             | Blancs et nuls | 1 045        | 1,3          | 2 800       | 3,73        |  |
| Exprimés       | Exprimés                   | Exprimés       | 79 482       | 98,7         | 72 257      | 96,27       |  |

Le suppléant de Marcel Houël était René Desgrand.

### Élections de 1973
| Candidat       | Candidat             | Parti          | Premier tour | Premier tour | Second tour | Second tour |  |
| Candidat       | Candidat             | Parti          | Voix         | %            | Voix        | %           |  |
| -------------- | -------------------- | -------------- | ------------ | ------------ | ----------- | ----------- |  |
|                | Étienne Gagnaire élu | MDSF (MR)      | 11 375       | 26,74        | 22 163      | 52,06       |  |
|                | René Desgrand        | PCF            | 10 927       | 25,69        | 20 410      | 47,94       |  |
|                | Jean Royannez        | UDR (URP)      | 9 658        | 22,7         | Retrait     | Retrait     |  |
|                | Rolland Massard      | PS (UGSD)      | 7 950        | 18,69        | Retrait     | Retrait     |  |
|                | Irène Fouletier      | PSU            | 1 710        | 4,02         |             |             |  |
|                | Daniel Bénard        | LO             | 917          | 2,16         |             |             |  |
|                |                      |                |              |              |             |             |  |
| Inscrits       | Inscrits             | Inscrits       | 57 720       | 100,00       | 57 720      | 100,00      |  |
| Abstentions    | Abstentions          | Abstentions    | 14 413       | 24,97        | 13 847      | 23,99       |  |
| Votants        | Votants              | Votants        | 43 307       | 75,03        | 43 873      | 76,01       |  |
| Blancs et nuls | Blancs et nuls       | Blancs et nuls | 770          | 1,78         | 1 300       | 2,96        |  |
| Exprimés       | Exprimés             | Exprimés       | 42 537       | 98,22        | 42 573      | 97,04       |  |

Le suppléant d'Étienne Gagnaire était Bruno Chiado, adjoint au maire de Villeurbanne.

### Élections de 1978
| Candidat       | Candidat             | Parti                     | Premier tour | Premier tour | Second tour | Second tour |  |
| Candidat       | Candidat             | Parti                     | Voix         | %            | Voix        | %           |  |
| -------------- | -------------------- | ------------------------- | ------------ | ------------ | ----------- | ----------- |  |
|                | Charles Hernu élu    | PS                        | 19 387       | 40,64        | 27 921      | 57,33       |  |
|                | Michel Richelmy      | CNIP                      | 10 412       | 21,82        | 20 784      | 42,67       |  |
|                | Claude Bourdet       | PSU (PCF)                 | 5 926        | 12,42        |             |             |  |
|                | Pierre Ponthus       | UDF (MDSF)                | 4 551        | 9,54         |             |             |  |
|                | Jean Brière          | Divers écologiste         | 2 650        | 5,55         |             |             |  |
|                | Michel Sabatier      | Divers (GO)               | 979          | 2,05         |             |             |  |
|                | Charles Berthemy     | FN                        | 764          | 1,6          |             |             |  |
|                | Olga Benharbon       | LO                        | 746          | 1,56         |             |             |  |
|                | Bruno Chiado         | PSD                       | 729          | 1,53         |             |             |  |
|                | Pierre-Yves Lévêque  | Divers droite (Gaulliste) | 711          | 1,49         |             |             |  |
|                | Élisabeth Beudot     | MDD                       | 399          | 0,84         |             |             |  |
|                | Jean-Yves Sécheresse | OCT                       | 333          | 0,7          |             |             |  |
|                | Camille Rey          | UOPDP                     | 123          | 0,26         |             |             |  |
|                |                      |                           |              |              |             |             |  |
| Inscrits       | Inscrits             | Inscrits                  | 64 091       | 100,00       | 64 091      | 100,00      |  |
| Abstentions    | Abstentions          | Abstentions               | 15 436       | 24,08        | 14 255      | 22,24       |  |
| Votants        | Votants              | Votants                   | 48 655       | 75,92        | 49 836      | 77,76       |  |
| Blancs et nuls | Blancs et nuls       | Blancs et nuls            | 945          | 1,94         | 1 131       | 2,27        |  |
| Exprimés       | Exprimés             | Exprimés                  | 47 710       | 98,06        | 48 705      | 97,73       |  |

Le suppléant de Charles Hernu était Jean-Jack Queyranne, maire adjoint de Villeurbanne.

### Élections de 1981
|                | Charles Hernu sortant réélu | PS                | 19 172 | 52,38  |  |  |  |
|                | Raymond Bardy               | UDF (MDSF)        | 7 067  | 19,31  |  |  |  |
|                | Bruno Scandolara            | PCF               | 4 896  | 13,38  |  |  |  |
|                | Jean Brière                 | Divers écologiste | 2 376  | 6,49   |  |  |  |
|                | Gérard Gamand               | RPR (UNM)         | 2 011  | 5,49   |  |  |  |
|                | Gilbert Veyron              | PSU               | 573    | 1,57   |  |  |  |
|                | Marc Grosso                 | LO                | 351    | 0,96   |  |  |  |
|                | B. Bossard                  | LCR               | 159    | 0,43   |  |  |  |
|                |                             |                   |        |        |  |  |  |
| Inscrits       | Inscrits                    | Inscrits          | 62 531 | 100,00 |  |  |  |
| Abstentions    | Abstentions                 | Abstentions       | 24 139 | 38,6   |  |  |  |
| Votants        | Votants                     | Votants           | 38 392 | 61,4   |  |  |  |
| Blancs et nuls | Blancs et nuls              | Blancs et nuls    | 1 787  | 4,65   |  |  |  |
| Exprimés       | Exprimés                    | Exprimés          | 36 605 | 95,35  |  |  |  |

Le suppléant de Charles Hernu était Jean-Jack Queyranne. Jean-Jack Queyranne remplaça Charles Hernu, nommé membre du gouvernement, du 24 juillet 1981 au 1er avril 1986.

### Élections de 1988
| Candidat       | Candidat                    | Parti          | Premier tour | Premier tour | Second tour | Second tour |  |
| Candidat       | Candidat                    | Parti          | Voix         | %            | Voix        | %           |  |
| -------------- | --------------------------- | -------------- | ------------ | ------------ | ----------- | ----------- |  |
|                | Charles Hernu sortant réélu | PS             | 17 523       | 46,61        | 22 409      | 57,52       |  |
|                | René Basse                  | RPR (URC)      | 10 374       | 27,59        | 16 549      | 42,48       |  |
|                | Pierre Vial                 | FN             | 6 261        | 16,65        |             |             |  |
|                | Pierre Grannec              | PCF            | 3 436        | 9,14         |             |             |  |
|                |                             |                |              |              |             |             |  |
| Inscrits       | Inscrits                    | Inscrits       | 62 883       | 100,00       | 62 583      | 100,00      |  |
| Abstentions    | Abstentions                 | Abstentions    | 24 568       | 39,07        | 22 592      | 36,1        |  |
| Votants        | Votants                     | Votants        | 38 315       | 60,93        | 39 991      | 63,9        |  |
| Blancs et nuls | Blancs et nuls              | Blancs et nuls | 721          | 1,88         | 1 033       | 2,58        |  |
| Exprimés       | Exprimés                    | Exprimés       | 37 594       | 98,12        | 38 958      | 97,42       |  |

Le suppléant de Charles Hernu était Jean-Paul Bret, conseiller régional, adjoint au maire de Villeurbanne. Jean-Paul Bret remplaça Charles Hernu, décédé, du 18 janvier 1990 au 1er avril 1993.

### Élections de 1993
| Candidat       | Candidat                        | Parti                      | Premier tour | Premier tour | Second tour | Second tour |  |
| Candidat       | Candidat                        | Parti                      | Voix         | %            | Voix        | %           |  |
| -------------- | ------------------------------- | -------------------------- | ------------ | ------------ | ----------- | ----------- |  |
|                | Marc Fraysse élu                | RPR (UPF)                  | 11 970       | 30,17        | 20 024      | 51,07       |  |
|                | Jean-Paul Bret sortant          | PS (ADFP)                  | 7 676        | 19,35        | 19 188      | 48,93       |  |
|                | Pierre Vial                     | FN                         | 7 182        | 18,1         |             |             |  |
|                | Maxence Hernu                   | Divers gauche (Maj. prés.) | 4 488        | 11,31        |             |             |  |
|                | Pierre Bouquet                  | Les Verts (EÉ)             | 3 072        | 7,74         |             |             |  |
|                | Christian Depierre              | PCF                        | 2 440        | 6,15         |             |             |  |
|                | Marcelle Mathon                 | LT-LNÉ                     | 842          | 2,12         |             |             |  |
|                | Alain Girod                     | SÉGA                       | 567          | 1,43         |             |             |  |
|                | Jean-Luc Renault                | LO                         | 504          | 1,27         |             |             |  |
|                | Gilles Rozet                    | Divers droite              | 362          | 0,91         |             |             |  |
|                | Dalila Addadi                   | Divers écologiste          | 317          | 0,8          |             |             |  |
|                | Marie-Claude Baudinat-Hamrouche | PT                         | 252          | 0,64         |             |             |  |
|                |                                 |                            |              |              |             |             |  |
| Inscrits       | Inscrits                        | Inscrits                   | 61 785       | 100,00       | 61 785      | 100,00      |  |
| Abstentions    | Abstentions                     | Abstentions                | 20 489       | 33,16        | 19 877      | 32,17       |  |
| Votants        | Votants                         | Votants                    | 41 296       | 66,84        | 41 908      | 67,83       |  |
| Blancs et nuls | Blancs et nuls                  | Blancs et nuls             | 1 624        | 3,93         | 2 696       | 6,43        |  |
| Exprimés       | Exprimés                        | Exprimés                   | 39 672       | 96,07        | 39 212      | 93,57       |  |

Le suppléant de Marc Fraysse était Michel Servy. 
Marc Fraysse s'est présenté en 1997 dans la Deuxième circonscription du Rhône.

### Élections de 1997
| Candidat       | Candidat                        | Parti          | Premier tour | Premier tour | Second tour | Second tour |  |
| Candidat       | Candidat                        | Parti          | Voix         | %            | Voix        | %           |  |
| -------------- | ------------------------------- | -------------- | ------------ | ------------ | ----------- | ----------- |  |
|                | Jean-Paul Bret élu              | PS             | 11 539       | 29,71        | 21 267      | 49,68       |  |
|                | Patrice Hernu                   | UDF (FD)       | 8 440        | 21,73        | 14 418      | 33,68       |  |
|                | Pierre Vial                     | FN             | 8 383        | 21,59        | 7 127       | 16,65       |  |
|                | Pierre Grannec                  | PCF            | 2 706        | 6,97         |             |             |  |
|                | Jacques Defosse                 | Les Verts      | 1 173        | 3,02         |             |             |  |
|                | Jean-Luc Renault                | LO             | 1 072        | 2,76         |             |             |  |
|                | Olivier Grobon                  | LDI (MPF)      | 912          | 2,35         |             |             |  |
|                | Dominique Mignot                | AREV           | 835          | 2,15         |             |             |  |
|                | Michel Biajoux                  | GÉ             | 725          | 1,87         |             |             |  |
|                | Brigitte Davos                  | LO             | 706          | 1,82         |             |             |  |
|                | Gilbert-Luc Devinaz             | MDC            | 615          | 1,58         |             |             |  |
|                | Michel Fustier                  | US4J           | 410          | 1,06         |             |             |  |
|                | Gilles Lemée                    | LCR            | 370          | 0,95         |             |             |  |
|                | Jean Gouspillou                 | Divers         | 338          | 0,87         |             |             |  |
|                | Daniel Petitjean                | Extrême droite | 220          | 0,57         |             |             |  |
|                | Marie-Claude Baudinat-Hamrouche | PT             | 217          | 0,56         |             |             |  |
|                | Bernard Capuano                 | Divers droite  | 174          | 0,45         |             |             |  |
|                | Andre Vianès                    | MDR            | 0            | 0            |             |             |  |
|                |                                 |                |              |              |             |             |  |
| Inscrits       | Inscrits                        | Inscrits       | 62 972       | 100,00       | 62 972      | 100,00      |  |
| Abstentions    | Abstentions                     | Abstentions    | 22 585       | 35,87        | 18 706      | 29,71       |  |
| Votants        | Votants                         | Votants        | 40 387       | 64,13        | 44 266      | 70,29       |  |
| Blancs et nuls | Blancs et nuls                  | Blancs et nuls | 1 552        | 3,84         | 1 454       | 3,28        |  |
| Exprimés       | Exprimés                        | Exprimés       | 38 835       | 96,16        | 42 812      | 96,72       |  |

La suppléante de Jean-Paul Bret était Nathalie Gautier, conseillère en formation, conseillère municipale de Villeurbanne, conseillère générale du canton de Villeurbanne-Sud.

### Élections de 2002
| Candidat       | Candidat                 | Parti            | Premier tour | Premier tour | Second tour | Second tour |  |
| Candidat       | Candidat                 | Parti            | Voix         | %            | Voix        | %           |  |
| -------------- | ------------------------ | ---------------- | ------------ | ------------ | ----------- | ----------- |  |
|                | Nathalie Gautier élue    | PS (PCF, PRG)    | 12 826       | 33,02        | 17 246      | 51,02       |  |
|                | Daniel Rendu             | UMP              | 10 904       | 28,07        | 16 559      | 48,98       |  |
|                | Louis Duprat             | FN               | 5 815        | 14,97        |             |             |  |
|                | Baptiste Dumas           | UDF              | 1 879        | 4,84         |             |             |  |
|                | Richard Morales          | Divers gauche    | 1 832        | 4,72         |             |             |  |
|                | Béatrice Vessiller       | Les Verts        | 1 137        | 2,93         |             |             |  |
|                | Hubert Joubert-Laurencin | diss. UDF        | 748          | 1,93         |             |             |  |
|                | Gilles Lemée             | LCR              | 661          | 1,7          |             |             |  |
|                | Christian Montegu        | Divers droite    | 504          | 1,3          |             |             |  |
|                | Philippe Bruneau         | LO               | 459          | 1,18         |             |             |  |
|                | Laura Negri              | Pôle républicain | 407          | 1,05         |             |             |  |
|                | Claude Rostagnat         | LT-LNÉ           | 324          | 0,83         |             |             |  |
|                | Franck Levasseur         | MNR              | 300          | 0,77         |             |             |  |
|                | Alain Guyon              | Divers droite    | 290          | 0,75         |             |             |  |
|                | Dominique Mignot         | SÉGA             | 249          | 0,64         |             |             |  |
|                | Émilie Saint-Lager       | MÉI              | 182          | 0,47         |             |             |  |
|                | Henri Joudiou            | ÉD               | 142          | 0,37         |             |             |  |
|                | Virginie Gaudel          | PT               | 99           | 0,25         |             |             |  |
|                | Lionel Pernette          | ND               | 89           | 0,23         |             |             |  |
|                | Sébastien Perez          | GÉ               | 80           | 0,21         |             |             |  |
|                | Yves Perret              | Divers           | 0            | 0            |             |             |  |
|                |                          |                  |              |              |             |             |  |
| Inscrits       | Inscrits                 | Inscrits         | 63 932       | 100,00       | 63 935      | 100,00      |  |
| Abstentions    | Abstentions              | Abstentions      | 24 410       | 38,18        | 28 919      | 45,23       |  |
| Votants        | Votants                  | Votants          | 39 522       | 61,82        | 35 016      | 54,77       |  |
| Blancs et nuls | Blancs et nuls           | Blancs et nuls   | 595          | 1,51         | 1 211       | 3,46        |  |
| Exprimés       | Exprimés                 | Exprimés         | 38 927       | 98,49        | 33 805      | 96,54       |  |

Le suppléant de Nathalie Gautier était Lilian Zanchi, cadre de la Fonction publique territoriale, conseiller municipal de Villeurbanne. Lilian Zanchi remplaça Nathalie Gautier, décédée, du 2 septembre 2006 au 19 juin 2007.

### Élections de 2007
| Candidat       | Candidat              | Parti               | Premier tour | Premier tour | Second tour | Second tour |  |
| Candidat       | Candidat              | Parti               | Voix         | %            | Voix        | %           |  |
| -------------- | --------------------- | ------------------- | ------------ | ------------ | ----------- | ----------- |  |
|                | Henry Chabert         | UMP                 | 15 183       | 36,78        | 18 532      | 46,19       |  |
|                | Pascale Crozon élue   | PS                  | 10 666       | 25,84        | 21 592      | 53,81       |  |
|                | Richard Moralès       | UDF–MoDem           | 4 613        | 11,18        |             |             |  |
|                | Lilian Zanchi sortant | MRC                 | 3 701        | 8,97         |             |             |  |
|                | Stéphane Poncet       | FN                  | 1 911        | 4,63         |             |             |  |
|                | Béatrice Vessiller    | Les Verts           | 1 702        | 4,12         |             |             |  |
|                | Martine Richiardone   | Extrême gauche (GA) | 1 658        | 4,02         |             |             |  |
|                | Michèle Morel         | MPF                 | 421          | 1,02         |             |             |  |
|                | Edmond David          | LT-LNÉ              | 305          | 0,74         |             |             |  |
|                | Philippe Bruneau      | LO                  | 284          | 0,69         |             |             |  |
|                | Daniel Petitjean      | CNIP                | 227          | 0,55         |             |             |  |
|                | Henri Guazzoni        | Divers              | 190          | 0,46         |             |             |  |
|                | Jean-Luc Maury        | PT                  | 177          | 0,43         |             |             |  |
|                | Ku Bukaka Kapela      | S&P                 | 127          | 0,31         |             |             |  |
|                | Jean-Didier Verner    | Divers              | 112          | 0,27         |             |             |  |
|                | Jacques Pellevet      | Divers              | 0            | 0            |             |             |  |
|                |                       |                     |              |              |             |             |  |
| Inscrits       | Inscrits              | Inscrits            | 74 405       | 100,00       | 74 406      | 100,00      |  |
| Abstentions    | Abstentions           | Abstentions         | 32 708       | 43,96        | 33 231      | 44,66       |  |
| Votants        | Votants               | Votants             | 41 697       | 56,04        | 41 175      | 55,34       |  |
| Blancs et nuls | Blancs et nuls        | Blancs et nuls      | 420          | 1,01         | 1 051       | 2,55        |  |
| Exprimés       | Exprimés              | Exprimés            | 41 277       | 98,99        | 40 124      | 97,45       |  |

### Élections de 2012
| Candidat       | Candidat                       | Parti          | Premier tour | Premier tour | Second tour | Second tour |  |
| Candidat       | Candidat                       | Parti          | Voix         | %            | Voix        | %           |  |
| -------------- | ------------------------------ | -------------- | ------------ | ------------ | ----------- | ----------- |  |
|                | Pascale Crozon sortante réélue | PS             | 17 448       | 42,53        | 22 942      | 62,27       |  |
|                | Emmanuelle Haziza              | UMP            | 9 971        | 24,30        | 13 899      | 37,73       |  |
|                | Stéphane Poncet                | RBM (FN)       | 6 164        | 15,02        |             |             |  |
|                | Sonia Bove                     | FG (PCF)       | 3 077        | 7,50         |             |             |  |
|                | Vincent Morland                | EÉLV (MÉI)     | 2 472        | 6,03         |             |             |  |
|                | Elvire Cruz                    | NC             | 526          | 1,28         |             |             |  |
|                | Bernard-Armand Collini         | Cap21          | 379          | 0,92         |             |             |  |
|                | Damien Clauzel                 | Pirate         | 318          | 0,78         |             |             |  |
|                | Claire Lainez                  | LO             | 218          | 0,53         |             |             |  |
|                | Danièle Canton                 | NPA            | 173          | 0,42         |             |             |  |
|                | Zaïr Meziani                   | AÉI            | 169          | 0,41         |             |             |  |
|                | Ku Bukaka Kapela               | S&P            | 114          | 0,28         |             |             |  |
|                |                                |                |              |              |             |             |  |
| Inscrits       | Inscrits                       | Inscrits       | 78 362       | 100,00       | 78 362      | 100,00      |  |
| Abstentions    | Abstentions                    | Abstentions    | 36 925       | 47,12        | 40 293      | 51,42       |  |
| Votants        | Votants                        | Votants        | 41 437       | 52,88        | 38 069      | 48,58       |  |
| Blancs et nuls | Blancs et nuls                 | Blancs et nuls | 408          | 0,98         | 1 228       | 3,23        |  |
| Exprimés       | Exprimés                       | Exprimés       | 41 029       | 99,02        | 36 841      | 96,77       |  |

### Élections de 2017
|                                                                      |                                                                           |                           |                           |                          |                          |
|                                                                      |                                                                           | Premier tour 11 juin 2017 | Premier tour 11 juin 2017 | Second tour 18 juin 2017 | Second tour 18 juin 2017 |
|                                                                      |                                                                           |                           |                           |                          |                          |
|                                                                      |                                                                           | Nombre                    | % des inscrits            | Nombre                   | % des inscrits           |
| Inscrits                                                             | Inscrits                                                                  | 82 455                    | 100,00                    | 82 455                   | 100,00                   |
| Abstentions                                                          | Abstentions                                                               | 43 902                    | 53,24                     | 49 129                   | 59,58                    |
| Votants                                                              | Votants                                                                   | 38 553                    | 46,76                     | 33 326                   | 40,42                    |
|                                                                      |                                                                           |                           | % des votants             |                          | % des votants            |
| Bulletins blancs                                                     | Bulletins blancs                                                          | 404                       | 1,05                      | 2 037                    | 6,11                     |
| Bulletins nuls                                                       | Bulletins nuls                                                            | 124                       | 0,32                      | 659                      | 1,98                     |
| Suffrages exprimés                                                   | Suffrages exprimés                                                        | 38 025                    | 98,63                     | 30 630                   | 91,91                    |
|                                                                      |                                                                           |                           |                           |                          |                          |
| Candidat Étiquette politique (partis et alliances)                   | Candidat Étiquette politique (partis et alliances)                        | Voix                      | % des exprimés            | Voix                     | % des exprimés           |
|                                                                      |                                                                           |                           |                           |                          |                          |
|                                                                      | Bruno Bonnell La République en marche                                     | 13 953                    | 36,69                     | 18 477                   | 60,32                    |
|                                                                      | Najat Vallaud-Belkacem Parti socialiste                                   | 6 288                     | 16,54                     | 12 153                   | 39,68                    |
|                                                                      | Laurent Legendre La France insoumise                                      | 5 595                     | 14,71                     |                          |                          |
|                                                                      | Emmanuelle Haziza Les Républicains (Union des démocrates et indépendants) | 4 058                     | 10,67                     |                          |                          |
|                                                                      | Stéphane Poncet Front national                                            | 3 435                     | 9,03                      |                          |                          |
|                                                                      | Béatrice Vessiller Europe Écologie Les Verts                              | 1 806                     | 4,75                      |                          |                          |
|                                                                      | Mathieu Soares Parti communiste français                                  | 522                       | 1,37                      |                          |                          |
|                                                                      | Christophe Iniesta Divers (Parti animaliste)                              | 486                       | 1,28                      |                          |                          |
|                                                                      | André Dubois Debout la France                                             | 432                       | 1,14                      |                          |                          |
|                                                                      | Hervé Morel Divers droite (Union des démocrates et indépendants diss.)    | 395                       | 1,04                      |                          |                          |
|                                                                      | Claire Lainez Lutte ouvrière                                              | 217                       | 0,57                      |                          |                          |
|                                                                      | Mathieu Gouttefangeas Divers droite (Parti chrétien-démocrate)            | 203                       | 0,53                      |                          |                          |
|                                                                      | Christian Dadat Divers (Union populaire républicaine)                     | 182                       | 0,48                      |                          |                          |
|                                                                      | Camille Chauchat Extrême gauche (Nouveau Parti anticapitaliste)           | 181                       | 0,48                      |                          |                          |
|                                                                      | François de Vergnette Divers gauche (Nouvelle Donne)                      | 91                        | 0,24                      |                          |                          |
|                                                                      | Grégoire Privolt Extrême gauche (Parti ouvrier indépendant démocratique)  | 66                        | 0,17                      |                          |                          |
|                                                                      | Zair Meziani Divers (Mouvement 100 %)                                     | 51                        | 0,13                      |                          |                          |
|                                                                      | Abdel-Hakim Batache Divers gauche                                         | 48                        | 0,13                      |                          |                          |
|                                                                      | Paul Ryckaert Divers                                                      | 16                        | 0,04                      |                          |                          |
| Source : Ministère de l'Intérieur - Sixième circonscription du Rhône |                                                                           |                           |                           |                          |                          |

### Élections de 2022
| Résultats des élections législatives des 12 et 19 juin 2022 de la 6e circonscription du Rhône |                          |                          |                          |              |              |             |             |
| Candidat                                                                                      | Candidat                 | Parti et coalition       | Nuance                   | Premier tour | Premier tour | Second tour | Second tour |
| Candidat                                                                                      | Candidat                 | Parti et coalition       | Nuance                   | Voix         | %            | Voix        | %           |
|                                                                                               | Gabriel Amard            | LFI (NUPES)              | NUP                      | 16 545       | 41,30        | 20 397      | 55,54       |
|                                                                                               | Emmanuelle Haziza        | HOR (ENS)                | ENS                      | 10 777       | 26,90        | 16 328      | 44,46       |
|                                                                                               | Michèle Morel            | RN                       | RN                       | 4 328        | 10,80        |             |             |
|                                                                                               | Katia Buisson            | PRG                      | RDG                      | 2 632        | 6,57         |             |             |
|                                                                                               | Pierre Porta             | REC                      | REC                      | 1 774        | 4,43         |             |             |
|                                                                                               | Zaïr Meziani             | PS diss.                 | ECO                      | 720          | 1,80         |             |             |
|                                                                                               | Clément Charlieu         | UDI (UDC)                | UDI                      | 700          | 1,75         |             |             |
|                                                                                               | Philippe Vieira          | VPP                      | DIV                      | 684          | 1,71         |             |             |
|                                                                                               | Jean-Éric Sendé          | LREM diss.               | DVC                      | 526          | 1,31         |             |             |
|                                                                                               | Ingrid Roche             | PA                       | ECO                      | 490          | 1,22         |             |             |
|                                                                                               | Nadia Bouhami            | LO                       | DXG                      | 347          | 0,87         |             |             |
|                                                                                               | Maude Boutayeb           | UDMF                     | DIV                      | 224          | 0,56         |             |             |
|                                                                                               | Laura Winkelmuller       | Volt France              | REG                      | 183          | 0,46         |             |             |
|                                                                                               | Grégoire Privolt         | POID                     | DXG                      | 107          | 0,27         |             |             |
|                                                                                               | Paul Ryckaert            | MCAE                     | DIV                      | 28           | 0,07         |             |             |
| Votes valides                                                                                 | Votes valides            | Votes valides            | Votes valides            | 40 065       | 98,53        | 36 725      | 94,69       |
| Votes blancs                                                                                  | Votes blancs             | Votes blancs             | Votes blancs             | 461          | 1,13         | 1 526       | 3,93        |
| Votes nuls                                                                                    | Votes nuls               | Votes nuls               | Votes nuls               | 136          | 0,33         | 532         | 1,37        |
| Total                                                                                         | Total                    | Total                    | Total                    | 40 662       | 100          | 38 783      | 100         |
| Abstention                                                                                    | Abstention               | Abstention               | Abstention               | 48 901       | 54,60        | 50 805      | 56,71       |
| Inscrits / participation                                                                      | Inscrits / participation | Inscrits / participation | Inscrits / participation | 89 563       | 45,40        | 89 588      | 43,29       |

### Élections de 2024
| Candidat       | Candidat                 | Parti             | Premier tour | Premier tour | Second tour | Second tour |  |
| Candidat       | Candidat                 | Parti             | Voix         | %            | Voix        | %           |  |
| -------------- | ------------------------ | ----------------- | ------------ | ------------ | ----------- | ----------- |  |
|                | Gabriel Amard sortant    | LFI (NFP)         | 27 294       | 46,29        | 25 352      | 50,57       |  |
|                | Jean-Paul Bret           | Divers gauche     | 11 755       | 19,94        | 24 783      | 49,43       |  |
|                | Délia Agus               | RN                | 11 167       | 18,94        |             |             |  |
|                | Marc Fraysse             | LR                | 7 247        | 12,29        |             |             |  |
|                | Joseph Basilien          | Divers écologiste | 723          | 1,23         |             |             |  |
|                | Nadia Bouhami            | LO                | 466          | 0,79         |             |             |  |
|                | Raphaëlle Mizony         | NPA               | 184          | 0,31         |             |             |  |
|                | Téyi Kékéki Lawson Doute | Sans étiquette    | 127          | 0,22         |             |             |  |
|                |                          |                   |              |              |             |             |  |
| Inscrits       | Inscrits                 | Inscrits          | 92 008       | 100,00       | 92 020      | 100,00      |  |
| Abstentions    | Abstentions              | Abstentions       | 32 788       | 35,64        | 38 193      | 41,51       |  |
| Votants        | Votants                  | Votants           | 59 220       | 64,36        | 53 827      | 58,49       |  |
| Blancs et nuls | Blancs et nuls           | Blancs et nuls    | 992          | 1,68         | 3 692       | 6,86        |  |
| Exprimés       | Exprimés                 | Exprimés          | 58 228       | 98,32        | 50 135      | 93,14       |  |

#### Département du Rhône
- La fiche de l'INSEE de cette circonscription : « Tableaux et Analyses de la sixième circonscription du Rhône », sur insee.fr, site de l'Institut national de la statistique et des études économiques (consulté le 10 juin 2007) [PDF]

- « Tous les députés du département du Rhône depuis 1789 », sur assemblee-nationale.fr, site de l'Assemblée nationale française (consulté le 10 juin 2007)

- « Informations contentieuses sur le département du Rhône (Élections législatives de 2002) »(Archive.org • Wikiwix • Archive.is • Google • Que faire ?), sur conseil-constitutionnel.fr, site du Conseil constitutionnel (consulté le 13 juin 2007)

- Jean-Philippe Cavaillez, « Législatives: onze des quatorze candidats du Rassemblement National sont connus », Le Progrès,‎ 24 mars 2022 (lire en ligne).
- Damien Lepetitgaland, « Reconquête ! présente officiellement ses 14 candidats dans le Rhône », Le Progrès,‎ 6 mai 2022 (lire en ligne).
- « Candidats du Parti animaliste pour les élections législatives 2022 », sur Site officiel du Parti animaliste (consulté le 28 mars 2022).

#### Circonscriptions en France
- « Carte des circonscriptions législatives en France », sur assemblee-nationale.fr, site de l'Assemblée nationale française (consulté le 10 juin 2007)

- « Résultats électoraux officiels en France »(Archive.org • Wikiwix • Archive.is • Google • Que faire ?), sur interieur.gouv.fr, site du ministère de l'Intérieur (France) (consulté le 13 juin 2007)

- Description et Atlas des circonscriptions électorales de France sur http://www.atlaspol.com, Atlaspol, site de cartographie géopolitique, consulté le 13 juin 2007.